# Controversia liparitana
Per controversia liparitana si intende lo scontro tra il Regno di Sicilia e la Santa Sede, iniziato nel 1711 da un piccolo conflitto locale fra il vescovo di Lipari e due ufficiali fiscali della stessa città. Tale controversia divenne il punto di scontro tra regalisti e difensori dei diritti del papa.

## Storia
Due esattori di imposte avevano sottoposto al tributo del plateatico un sacco di ceci a dei venditori che si dichiaravano incaricati del vescovo di Lipari a vendere sulla piazza del mercato. Il vescovo, che riteneva lesi i suoi antichi privilegi di esenzione da ogni tassa, segnalò il fatto ai superiori degli esattori. Riconosciuto l'errore, gli esattori restituirono il sacchetto di ceci. Il vescovo, evidentemente non soddisfatto, impose la scomunica agli esattori fiscali.
Contro di essa fu fatto ricorso al Re, tramite il tribunale della Regia Monarchia. Il giudice civile pertanto revoco' la scomunica canonica. Infatti in Sicilia la giurisdizione del re si estendeva anche al campo ecclesiastico mediante l'Apostolica Legazia di cui era investito per quanto riguardava questo regno.
Papa Clemente XI, a sua volta, intervenne negando validità all'intervento regio e quello della stessa Legazia e quindi di tutto ciò che ne conseguiva. Dall'altra parte tutta una corrente di pensiero (i regalisti) rivendicò allo Stato il diritto esclusivo di decidere sulla questione originaria che era una gabella di diritto civile.
Cambiarono le dinastie: il regno di Sicilia in pochi anni passò dalla corona spagnola (prima gli Asburgo di Spagna, poi ai Borbone di Spagna), ai Savoia, agli austriaci (Asburgo d'Austria), ai Borbone di Napoli, ma il contrasto continuò e fu appianato solo dopo molti anni.
Persino nel Sillabo rimase una eco delle antiche discussioni "regaliste" e una proposizione espressamente condannava l'appello per abuso.
Nel 1969 lo scrittore Leonardo Sciascia ha ricavato da questa vicenda un'opera teatrale intitolata Recitazione della controversia liparitana dedicata ad A.D. Anche Andrea Camilleri accenna alla controversia nel suo romanzo Il re di Girgenti.